# Cork United Football Club
El Cork United Football Club fue un club de fútbol de Irlanda, con sede en Cork.

## Historia
Fue fundado en febrero del año 1939 en la ciudad de Cork juego de que el Cork City fuera disuelto y tomó su lugar en la Liga de Irlanda en la temporada 1939/40 donde terminó en quinto lugar.
Al año siguiente fue campeón de liga por primera vez, iniciando la historia de uno de los equipos de fútbol más fuertes de la República de Irlanda durante la década de los años 1940 donde fue campeón nacional en cinco ocasiones, ganó la Copa de Irlanda dos veces, la League of Ireland Shield dos veces, dos veces la Copa de Dublín y dos veces la copa de Munster.
El club desaparece en 1948 mientras participaba en la Copa de Dublín de 1948/49 luego de ser liquidado y reemplazado por el Cork Athletic FC.

## Palmarés

### Torneos nacionales
- Liga de Irlanda (5): 1940-41, 1941-42, 1942-43, 1944-45, 1945-46
- Copa de Irlanda (2): 1940-41, 1946-47
- Escudo de la Liga de Irlanda (2): 1942-43, 1947-48
- Copa de la Ciudad de Dublín (2): 1943-44, 1945-46

### Torneos locales
- Copa de Munster (3): 1940-41, 1944-45 (equipo reserva), 1946-47